# Niederscheidweiler
Niederscheidweiler là một đô thị ở huyện Bernkastel-Wittlich, trong bang Rheinland-Pfalz, Đô thị Niederscheidweiler có diện tích 7,83 km², dân số thời điểm ngày 31 tháng 12 năm 2006 là 274 người.